# گلشید امیدیان
گلشید امیدیان (۵ فروردین کرمانشاه ۱۳۶۸) بازیکن بسکتبال اهل ایران و عضو تیم ملی بسکتبال ایران است. امیدیان با قد ۱۹۱ سانتی‌متر در پست سنتر بازی ‌می‌کند. وی سابقه قهرمانی لیگ برتر بسکتبال با باشگاه بسکتبال گروه بهمن تهران را در کارنامه دارد.